# Anders Sörensen
Anders Sörensen, född 11 maj 1975, är en svensk ishockeytränare och före detta professionell ishockeyback som var senast tillförordnad tränare för Chicago Blackhawks i National Hockey League (NHL) mellan den 5 december 2024 och den 22 maj 2025.

## Spelare
Anders Sörensen spelade som proffs för Ducs d'Angers i Nationale 1A; Sparta Sarpsborg i Eliteserien; Södertälje SK i Division I; Mobile Mysticks och Baton Rouge Kingfish i East Coast Hockey League (ECHL) samt Fort Worth Fire i Central Hockey League (CHL).

### Statistik
| 1993–1994   | Södertälje SK        | DI            | 2  | 0 | 0  | 0  | 0  | — | — | — | — | — |
| 1994–1995   | Södertälje SK        | J20 Superelit | 26 | 0 | 9  | 9  | 28 | — | — | — | — | — |
| 1995–1996   | Södertälje SK        | DI            | 10 | 0 | 0  | 0  | 0  | 3 | 0 | 0 | 0 | 0 |
|             | Södertälje SK        | J20 Superelit | 27 | 5 | 12 | 17 | 20 | — | — | — | — | — |
| 1996–1997   | Ducs d'Angers        | N1A           | 25 | 2 | 13 | 15 | 28 | — | — | — | — | — |
| 1997–1998   | Sparta Sarpsborg     | ES            | 43 | 7 | 20 | 27 | 20 | — | — | — | — | — |
| 1998–1999   | Fort Worth Fire      | CHL           | 17 | 3 | 6  | 9  | 4  | — | — | — | — | — |
|             | Tupelo T-Rex         | WPHL          | 17 | 3 | 6  | 9  | 4  | — | — | — | — | — |
| 1999–2000   | Mobile Mysticks      | ECHL          | 29 | 2 | 1  | 3  | 8  | — | — | — | — | — |
|             | Baton Rouge Kingfish | ECHL          | 8  | 1 | 0  | 1  | 6  | 2 | 0 | 0 | 0 | 0 |
| DI totalt   | DI totalt            | DI totalt     | 12 | 0 | 0  | 0  | 0  | 3 | 0 | 0 | 0 | 0 |
| ECHL totalt | ECHL totalt          | ECHL totalt   | 37 | 3 | 1  | 3  | 14 | 2 | 0 | 0 | 0 | 0 |

## Tränare
Sörensen inledde sin tränarkarriär med att träna U18-laget för Chicago Mission i Midwest Elite Hockey League (MWEHL) för säsongen 2010–2011. Efter det återvände han till Sverige och sitt gamla lag Södertälje SK för att vara assisterande tränare för dem. Den 12 oktober 2013 blev Sörensen befordrad till att vara tillförordnad tränare. Efter tre år i Södertälje återvände han till Chicago när han fick anställning som utvecklingstränare för Chicago Blackhawks (NHL) och dess farmarlag Rockford Icehogs (AHL). Den säsongen vann även Blackhawks Stanley Cup. År 2019 utsågs Sörensen till assisterande tränare för Icehogs och 2021 fick han delat tränaransvar för dem. Den 7 november 2021 utnämndes han till tillförordnad tränare för Icehogs. Den 5 december 2024 meddelade Blackhawks att de hade sparkat sin tränare Luke Richardson och utsett Sörensen som tillförordnad tränare.

### Statistik
Källa: 
| Lag                | Säsong    | Grundserie | Grundserie | Grundserie | Grundserie        | Grundserie | Grundserie    | Slutspel          |  |
| Lag                | Säsong    | Matcher    | Vinster    | Förluster  | Övertidsförluster | Poäng      | Placering     | Resultat          |  |
| ------------------ | --------- | ---------- | ---------- | ---------- | ----------------- | ---------- | ------------- | ----------------- |  |
| Chicago Blackhawks | 2024–2025 | 56         | 17         | 30         | 9                 | 43         | 8:a i Central | Missade slutspel. |  |
| Totalt             | Totalt    | 56         | 17         | 30         | 9                 | 43         |               |                   |  |